# 再開発コンサルタント
再開発コンサルタント（さいかいはつコンサルタント）とは、再開発を伴う事業において、再開発事業に関する業務をとり行うコンサルタント。
組織の場合は組織系建築設計事務所や建設コンサルタントの場合が多い。
おもな業務内容は、再開発事業に関係する調査・計画の遂行と再開発事業の推進に関するコンサルティング、また再開発事業で発生する権利者や関係機関等への技術指導や関係専門家間の技術調整などがある。